# Mardilly
Mardilly é uma comuna francesa na região administrativa da Normandia, no departamento Orne. Estende-se por uma área de 12,27 km². Em 2010 a comuna tinha 142 habitantes (densidade: 11,6 hab./km²).